# Entropie (informatietheorie)
Entropie is een maat voor de onzekerheid (of onwetendheid) bij het waarnemen van een reeks gebeurtenissen. Nieuwe informatie ontstaat als een gebeurtenis plaatsvindt waarvan vooraf onzeker was of deze daadwerkelijk zou gebeuren. In de informatietheorie wordt dit inzicht verder wiskundig uitgewerkt.
De verwachte – vaak ten onrechte 'gemiddelde' genoemde – hoeveelheid informatie bij een nog plaats te vinden gebeurtenis of een nog uit te voeren (kans-)experiment, is gedefinieerd als de verwachtingswaarde van de hoeveelheid zelfinformatie die deze gebeurtenis zal opleveren.
Bij een entropie 0 is er geen onzekerheid: men heeft volledige kennis over wat er komen gaat en deze informatie bevat dus ook geen "nieuws". Bij een maximale onzekerheid (bv. bij een getoonde willekeurige symbolenreeks) is de entropie gelijk aan {\displaystyle \log _{2}n} (met {\displaystyle n} de lengte van de reeks): elke gebeurtenis is onverwacht en dus nieuw.
Bedacht dient te worden dat entropie een subjectief emergent oordeel vooronderstelt over de betekenis van de reeks gebeurtenissen: iemand die geen betekenis kan hechten aan de reeks gebeurtenissen (bv. een analfabeet die een tekst van {\displaystyle n} tekens ziet passeren) zal een entropie {\displaystyle log_{2}n} aan deze reeks toekennen. Ook kunnen twee waarnemers die verschillen in kennisniveau/onwetendheid, een verschillende entropie toekennen aan dezelfde reeks gebeurtenissen.

## Definitie
Stel dat {\displaystyle u_{1},\ldots ,u_{n}} de mogelijke uitkomsten zijn bij een experiment {\displaystyle A}. De kans van optreden van de uitkomst {\displaystyle u_{i}} is {\displaystyle p_{i}}. Een dergelijk experiment wordt beschreven door de discrete verdeling bepaald door de kansen {\displaystyle p_{i}}, of ook door een discrete stochastische variabele {\displaystyle X} met deze kansverdeling. De uitkomst {\displaystyle u_{i}} bevat een hoeveelheid zelfinformatie {\displaystyle H(u_{i})=-\log _{2}(p_{i})}. 
De entropie {\displaystyle H} van het experiment, of van de kansverdeling, of ook van {\displaystyle X}, is de verwachte hoeveelheid informatie:
{\displaystyle {\rm {H}}(p)={\rm {E}}\,{\rm {H}}(X)=\sum _{i=1}^{n}p_{i}(-\log _{2}(p_{i}))=-\sum _{i=1}^{n}p_{i}\log _{2}(p_{i})} bit.
Als niet de binaire logaritme maar de natuurlijke logaritme gebruikt wordt, heet de eenheid waarin de entropie gemeten wordt de nat; wordt de briggse logaritme gebruikt, dus met grondtal 10, dan heet de eenheid de ban.
Bewijsbaar is dat de entropie van een experiment met N mogelijke uitkomsten nooit meer is dan {\displaystyle log_{2}N} bit, en dat deze wordt bereikt als elke uitkomst een even grote kans {\displaystyle 1/N} heeft.
Omdat de definitie van entropie enigszins contra-intuïtief is (grotere entropie bij meer onzekerheid), wordt soms het begrip negentropie (negatieve entropie) gebruikt, waar een negentropie van 0 staat voor totale onzekerheid/onwetendheid en de zekerheid van informatie alleen maar toeneemt bij toenemende negentropie. Negentropie is dan de afstand van de beschouwde kansverdeling tot die van een totaal willekeurige.

## Voorbeeld
Het alfabet bevat zes klinkers (a, e, i, o, u, y) en twintig medeklinkers. Bij een experiment schrijft iemand geheel willekeurig een letter op een papiertje, en wordt er vervolgens vastgesteld of het een klinker dan wel een medeklinker is. De entropie van dit experiment is dan 
{\displaystyle H(A)=-\sum _{i=1}^{n}p_{i}\cdot \log _{2}(p_{i})=-{\tfrac {6}{26}}\cdot \log _{2}({\tfrac {6}{26}})-({\tfrac {20}{26}})\cdot \log _{2}({\tfrac {20}{26}})=0{,}488+0{,}291=0{,}779} bit.
Dit is een voorbeeld van een experiment met twee mogelijke uitkomsten. De entropie is dus niet meer dan 1 bit.

## Relatie met thermodynamica
Het begrip entropie is bekender in de thermodynamica dan in de informatietheorie, maar de definitie ervan in de informatietheorie heeft veel overeenkomsten. Het werk van Boltzmann en Gibbs aan statistische thermodynamica inspireerde Shannon om het begrip in de informatietheorie te gebruiken.
Alleen de tweede wet van de thermodynamica, die hier zou neerkomen op een vooronderstelde natuurlijke neiging om verschillen in "onwetendheid" af te vlakken, waardoor de totale entropie toe zou nemen, heeft geen equivalent in de informatietheorie. Rovelli maakte bijvoorbeeld duidelijk dat het sorteren van een gemengde verzameling weliswaar een geordende verzameling oplevert (met een lagere entropie), maar het sorteren zelf (en soms ook het handhaven van de gesorteerde verzameling) zoveel energie kost dat de totale, thermodynamische entropie toch toeneemt.

## Relatie met algehele anesthesie
Entropie wordt bij algehele anesthesie gebruikt om de hersenactiviteit te meten en is daarbij een monitor om anesthesiediepte weer te geven om de kans op een awareness te verkleinen.   